# Interstate 215 (Utah)
L'Interstate 215 est une autoroute inter-États contournant la capitale de l'Utah, Salt Lake City aux États-Unis. Elle a une longueur de 28.2 miles et a été ouverte en 1963. La route commence à la jonction avec l'I-80 et se dirige vers le sud aux limites de Salt Lake City, plus précisément dans les banlieues de Millcreek Holladay et de Cottonwood Heights. Elle continue vers l'ouest avant un virage vers le nord. Elle entre ensuite à North Salt Lake et dans le comté de Davis avant d'Atteindre l'I-15 au nord-ouest du centre-ville.

L'autoroute a été proposée dans les années 1950 en même temps que l'I-15 et l'I-80. À l'époque, seulement une partie de la route était numérotée I-215. La portion est de la route était numérotée I-415. C'est en 1969 qu'il a été choisi de ne conserver qu'un seul numéro de route. 

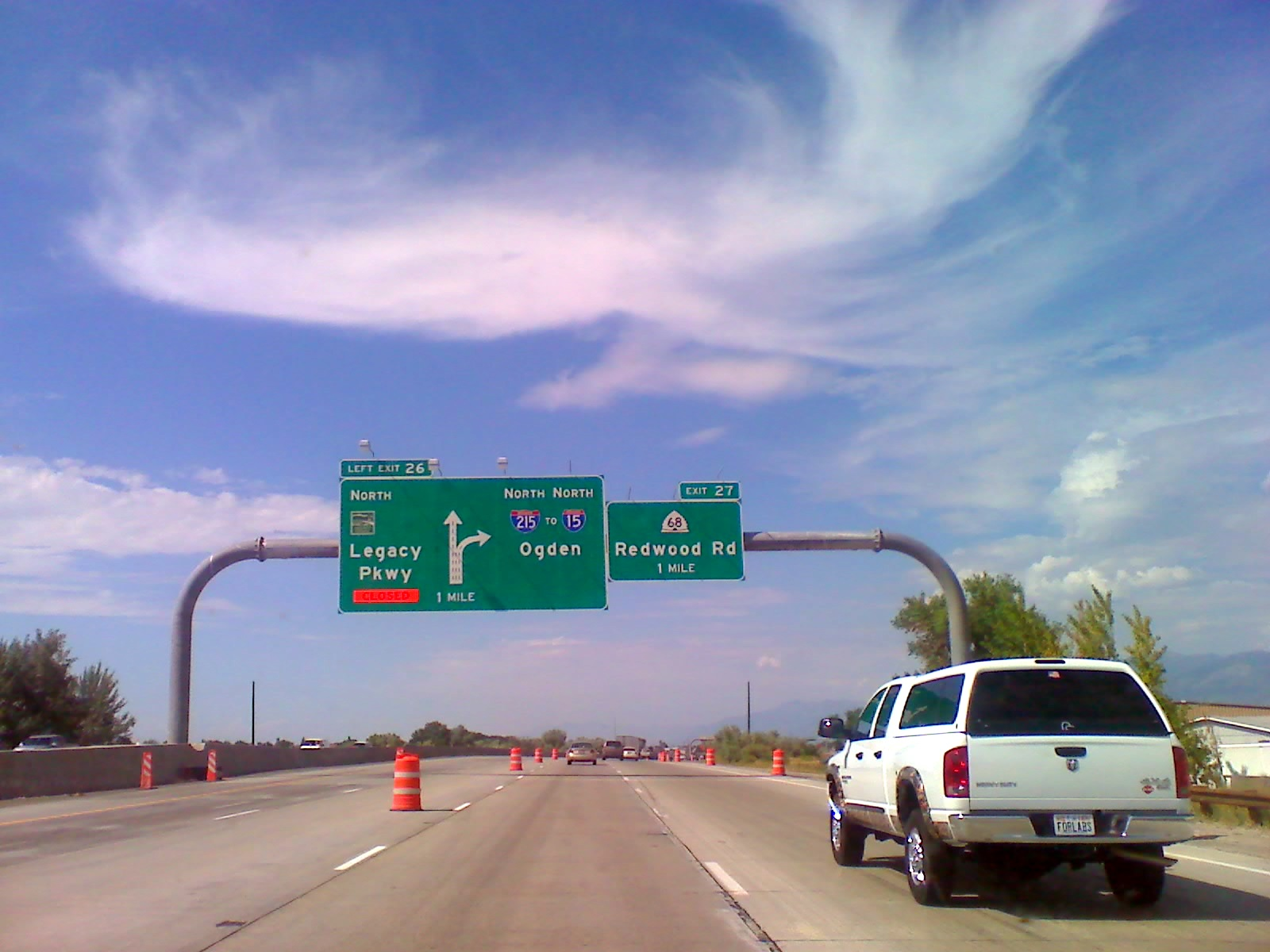
L'interstate 215 nord près de son échangeur avec l'UT 67 (Legacy pkwy) à North Salt Lake.

## Description du tracé

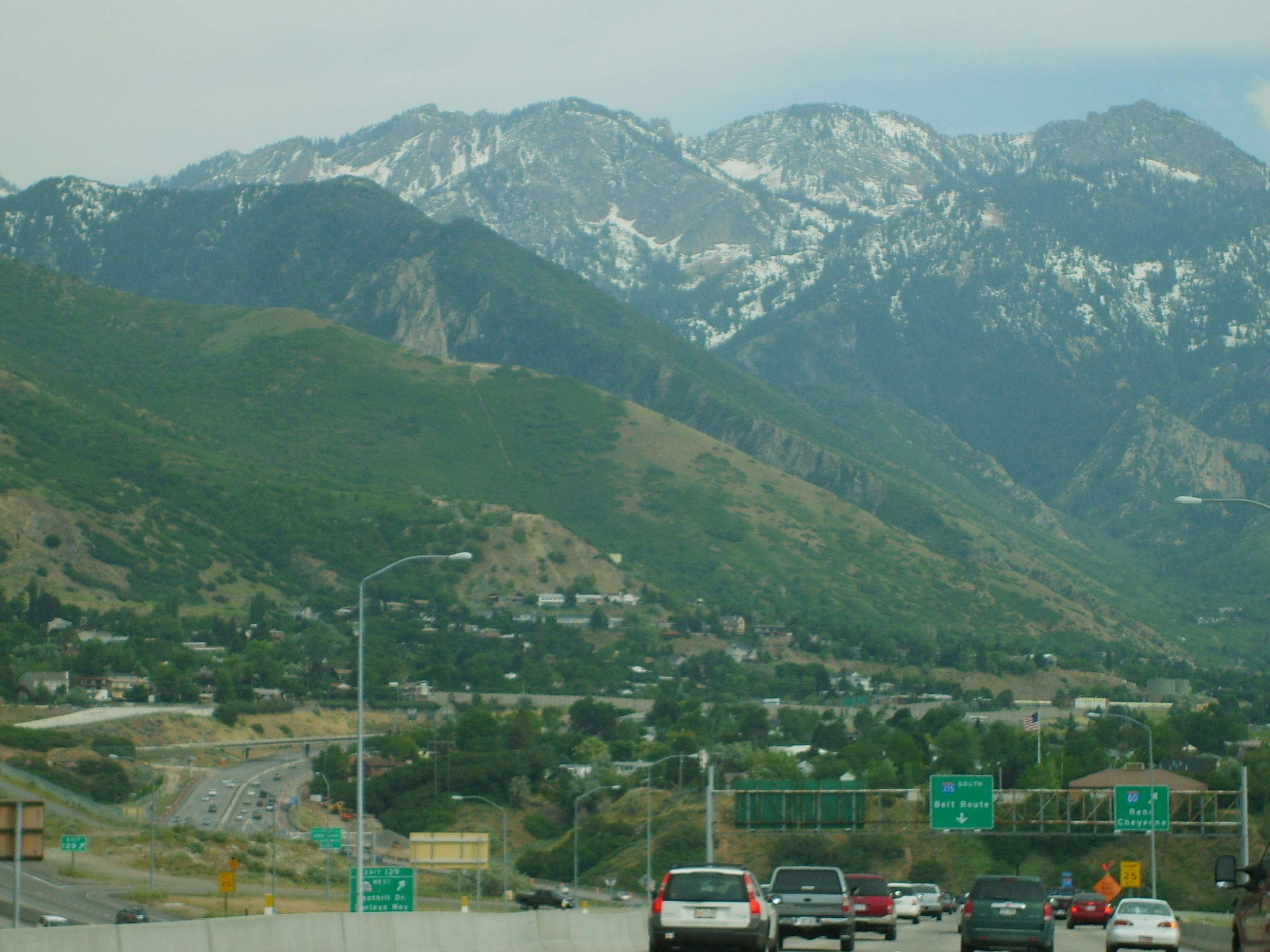
L'extrémité est de l'interstate 215 à sa jonction avec l'interstate 80, à East Millecreek.

L'interstate 215 part de son échangeur avec l'interstate 80, à East Millcreek, à l'est de Salt Lake City. Elle se dirige vers le sud en traversant les banlieues de E. Millcreek et de Holladay. Au mile 6, elle bifurque vers l'ouest pendant 8 miles en traversant cette fois-ci les banlieues de Cottonwood Heights, Murray et Taylorsville. Au mile 12, elle croise l'interstate 15 (à Murray) en directionmdu centre-ville de Salt Lake City ou la ville de Las Vegas, Nevada. La beltway bifurque au mile 14 vers le nord pendant 14 miles en traversant les banlieues de Taylorsville, West Valley City et North Salt Lake. Il est à noter qu'elle passe dans Salt Lake City même du mile 20 au mile 27. Au mile 23, elle croise de nouveau l'interstate 80 en direction du centre-ville ou de Reno, Nevada. Au mile 28, elle croise la Legacy pkwy (UT 67), puis elle bifurque ensuite vers l'est pour une courte distance (1.2 miles) pour aller rejoindre son terminus nord, soit sa jonction avec l'interstate 15 au mile 29, à North Salt Lake, après avoir parcouru 29 miles autour de Salt Lake City.

## Liste des sorties
| Interstate 215    |                                    |       |       | | | |
| Comté             | Municipalité                       | mi    | km    | Sortie                                                                                              | Intersections / Destinations                                                                        | Notes                                                                                               |
| Salt Lake         | Salt Lake City                     | 0,00  | 0,00  | | I-80 ouest – Reno                                                                                   | Sortie 128 de l'I-80                                                                                |
| Salt Lake         | Millcreek                          | 1,06  | 1,71  | 1                                                                                                   | SR 186 (en) ouest (Foothill Drive) / Parleys Way ouest                                              | Pas de sortie en direction sud                                                                      |
| Salt Lake         | Millcreek                          | 1,47  | 2,36  | 2                                                                                                   | I-80 est – Park City, Cheyenne                                                                      | Pas de sortie en direction sud; sortie 130 de l'I-80                                                |
| Salt Lake         | Millcreek                          | 1,71  | 2,74  | 3                                                                                                   | SR 171 (en) (3300 South) / Wasatch Boulevard                                                        | Pas de sortie en direction nord                                                                     |
| Salt Lake         | Millcreek                          | 2,62  | 4,21  | 4                                                                                                   | 3900 South, 3300 South, Wasatch Boulevard                                                           | |
| Salt Lake         | Holladay                           | 3,49  | 5,62  | 5                                                                                                   | SR 266 (en) (4500 South)                                                                            | Sortie et entrée en direction sud                                                                   |
| Salt Lake         | Limite Holladay–Cottonwood Heights | 6,08  | 9,79  | 6                                                                                                   | SR 190 (6200 South) / 3000 East – Stations de ski                                                   | |
| Salt Lake         | Limite Holladay–Cottonwood Heights | 6,08  | 9,79  | Route en direction sud devient en direction ouest; route en direction est devient en direction nord | | |
| Salt Lake         | Limite Holladay–Cottonwood Heights | 7,48  | 12,04 | 8                                                                                                   | SR 152 (en) (2000 East)                                                                             | |
| Salt Lake         | Cottonwood Heights                 | 9,08  | 14,61 | 9                                                                                                   | Union Park Avenue                                                                                   | |
| Salt Lake         | Murray                             | 10,21 | 16,42 | 10                                                                                                  | 280 East                                                                                            | Sortie et entrée en direction ouest                                                                 |
| Salt Lake         | Murray                             | 10,65 | 17,13 | 11                                                                                                  | US 89 (State Street)                                                                                | Sortie et entrée en direction est                                                                   |
| Salt Lake         | Murray                             | 11,26 | 18,12 | 12                                                                                                  | I-15 – Las Vegas, Salt Lake City                                                                    | Sortie 298 de l'I-15                                                                                |
| Salt Lake         | Taylorsville                       | 13,29 | 21,39 | 13                                                                                                  | SR 68 (en) (Redwood Road)                                                                           | |
| Salt Lake         | Taylorsville                       | 14,00 | 22,53 | Route en direction ouest devient en direction nord; route en direction sud devient en direction est | Route en direction ouest devient en direction nord; route en direction sud devient en direction est | Route en direction ouest devient en direction nord; route en direction sud devient en direction est |
| Salt Lake         | Taylorsville                       | 15,26 | 24,56 | 15                                                                                                  | SR 266 (en) (4700 South) – Taylorsville                                                             | |
| Salt Lake         | West Valley City                   | 17,35 | 27,92 | 18                                                                                                  | SR 171 (en) (3500 South) – Maverick Center, West Valley City                                        | Indiqué sortie 18A (est) et 18B (ouest) en direction nord                                           |
| Salt Lake         | Salt Lake City                     | 19,23 | 30,95 | 20                                                                                                  | SR 201 (en) vers I-80 – Magna, Reno, Cheyenne                                                       | Indiqué sortie 20A (est) et 20B (ouest); sortie 15A-B de SR 201                                     |
| Salt Lake         | Salt Lake City                     | 20,40 | 32,82 | 21                                                                                                  | California Avenue                                                                                   | |
| Salt Lake         | Salt Lake City                     | 21,76 | 35,03 | 22                                                                                                  | I-80 / Redwood Road – Cheyenne, Aéroport international de Salt Lake City, Reno                      | Indiqué sortie 22A (ouest) et 22B (est) en direction sud; sortie 117 de l'I-80                      |
| Salt Lake         | Salt Lake City                     | 23,37 | 37,60 | 23                                                                                                  | 700 North                                                                                           | |
| Salt Lake         | Salt Lake City                     | 25,34 | 40,78 | 25                                                                                                  | 2100 North                                                                                          | |
| Salt Lake         | Salt Lake City                     | 26,70 | 42,97 | 26                                                                                                  | SR 67 (en) (Legacy Parkway)                                                                         | Sortie direction nord, entrée direction sud                                                         |
| Davis             | North Salt Lake                    | 27,12 | 43,64 | 27                                                                                                  | SR 68 (en) (Redwood Road)                                                                           | |
| Davis             | North Salt Lake                    | 28,95 | 46,58 | | I-15 nord – Ogden                                                                                   | Sortie direction nord, entrée direction sud; sortie 313 de l'I-15                                   |
| - Accès incomplet |                                    |       |       | | | |